# カヤホガ川

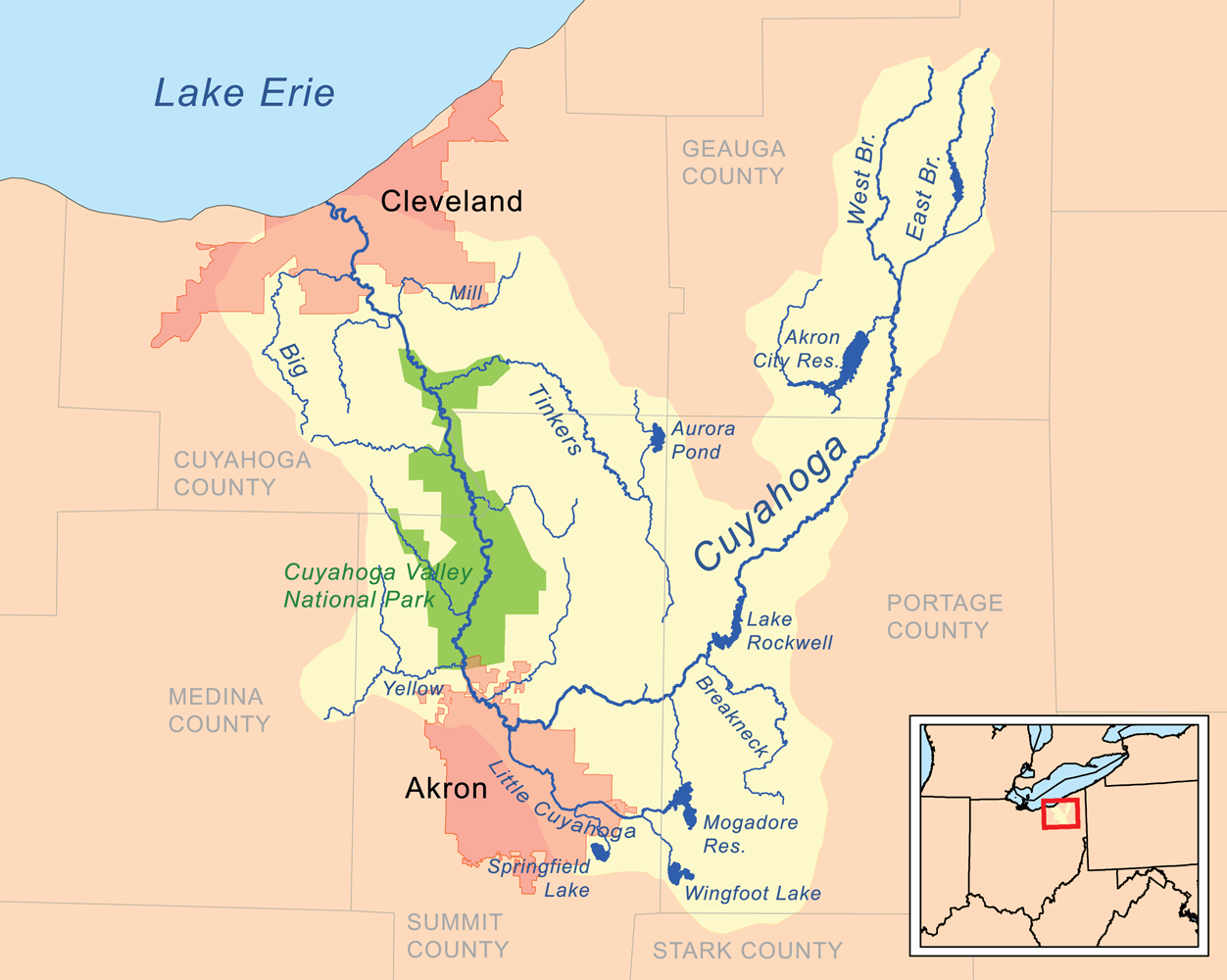
カヤホガ川流域

カヤホガ川（カヤホガがわ、Cuyahoga river [ˌkaɪəˈhɒɡə, ˌkaɪəˈhoʊɡə]）は、アメリカ合衆国オハイオ州北東部を流れエリー湖に注ぐ河川である。河口にはクリーブランドがある。ジアーガ郡・ポーテージ郡・サミット郡・カヤホガ郡を流域とする。
語源は原住民の言葉の「曲がりくねった」にする。蛇行が顕著で、直線距離30km流れるのに160kmを費やす。高低差はあまりなく、歴史的には、カヌーでの往来があった。
20世紀初頭には、川に沿ってオハイオーエリー運河が設けられ、地域の発展に貢献した。

## 環境
下流部は流れが穏やかなこともあり船舶の航行が可能であるため沿川には工業が発達し、多くの工場が設立した。廃棄物を産生する施設は「産業発展」の象徴とされた。

### 火災の歴史
1868年に最初の火災がカヤホガ川で発生し、それ以降、1969年までに少なくとも13回、火災が発生している。1952年の火災では、100万ドル以上の損失となった。川の水が燃えるはずが無く、工場から排出された廃油などが何かのきっかけで発火したものである。この頃の川は、下水や廃油も垂れ流しで、逃げれない動物は死に絶え、そのほかの動物は川に近寄らず、落ちた人間は即座に病院に運ばないとならない状況であった。

### 1969年の火災
政治的には1969年6月22日に起きた火災が重要であり、この火災が契機となって、環境保護を求める政治活動が活発化した。火災そのものは、消防士が24分間で消火した。
例えば、タイム誌は、カヤホガ川は米国で最も水質が汚染されていると紹介するとともに、「ここで溺れることはない、融けてなくなってしまう」という地元住民の冗談が紹介された。

### 環境保護庁設立
窮した連邦政府は、その後、日本の環境省に相当する政府機関であるアメリカ合衆国環境保護庁（EPA）を設立し、従来、全くかえりみられなかった環境保全を推進することになった。
アメリカ合衆国環境保護庁設立前の規制は、「船舶の通航の妨げになる障害物」についてのみであったことから、水質は想像を絶するものであり、流域ではヒルなど最も汚染に抵抗性のある生物すら棲息が確認されなかった。その後は水質の回復を見るものの、現在でも生息する魚類などには異常が続き、汚染のため食用には適さないとの勧告が続いている。

## カヤホガ川のダム
カヤホガ川は春に氾濫することがある。特に被害が大きかったのは、1913年の大洪水である。対策としてダムが建設された。
- Former Ohio and Erie Canal diversion dam ‐ 魚道などの環境保護の観点から、2020年に撤去された[6]。
- Gorge Metropolitan Park Dam
- Dams in Cuyahoga Falls
- Munroe Falls Dam
- Kent Dam

## カヤホガ川の渡河地点
橋などによって渡河される。カヤホガ川の渡河地点